# Glenwood Park (Oregon)
Der Glenwood Park ist eine etwa 40 Ar große, städtische Grünanlage im südöstlichen Teil von Ashland im Jackson County im US-Bundesstaat Oregon. Er befindet sich östlich der Southern Oregon University an der Ecke von Glenwoodstreet und Ashland Street. Der Park wird vor allem von Schülern der nahegelegenen Universität genutzt, aber auch die Einwohner der Nachbarschaft nutzen das Gelände als Picknick- und Erholungsraum.
Ein großer Walnussbaum des Parks wurde 1993 als „Baum des Jahres“ ausgezeichnet.